# Branice (Opolské vojvodství)

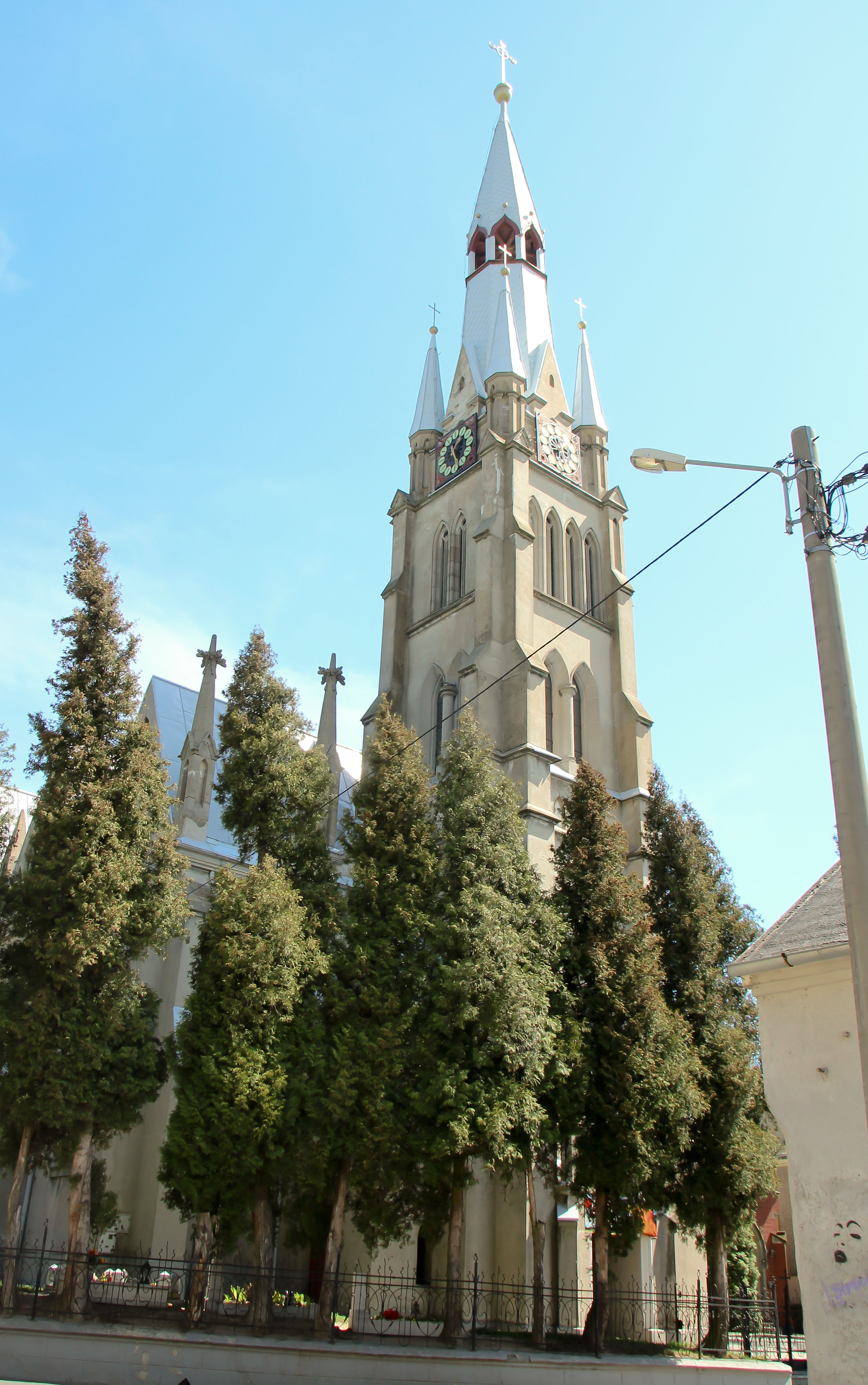

Branice (německy Branitz, česky Branice, Bránice - původně v jednotném čísle "ta", pod vlivem polštiny i "ty") je ves v jižním Polsku, v Opolském vojvodství, v powiatu Głubczyckém, ve gmině Branice, mezi Opavskou pahorkatinou a Zlatohorskou vrchovinou na řece Opavě. Ves je sídlem gminy Branice. Nachází se zde psychiatrická léčebna založená biskupem Josefem Martinem Nathanem.

## Počet obyvatel
V sołectwu Branice žije 2 225 obyvatel (v dubnu 2011).

## Osobnosti
- Johannes Maria Assmann (1833–1903), biskup

## Příroda
Nejvyšším bodem v okolí je kopec, který leží severně od vsi ve směru k Michálkovicím, vysoký 341 m n. m. a náležející ke Zlatohorské vrchovině. Mezi vesnicemi Branice a Boboluszki je Plechowa Góra (328 m n. m.; německy Plechowa Berg nebo Blechberg), nejvyšší hora Opavské pahorkatiny (polsky Płaskowyż Głubczycki), na které dříve stávala triangulační věž. Nejnižší část Branice leží u hraniční řeky Opavy (270 m n. m.). Vsí protéká potok Wilżyna (levý přítok Opavy). Částí vsi Branice-Zamek protéká řeka Opava s mlýnským náhonem Młynówka.

## Doprava
Ve vsi se nachází silniční hraniční přechod Branice-Zamek - Úvalno do Česka pro automobily do 7,5 t. Omezení tonáže je kvůli hraničnímu mostu přes řeku Opavu.

## Sport
LZS Orzeł Branice hraje v sezóně 2011/2012 v rámci Opolského fotbalového svazu (OZPN) v Klase A v Grupě III.